# Apple Campus
 (mai 2025).
Si vous disposez d'ouvrages ou d'articles de référence ou si vous connaissez des sites web de qualité traitant du thème abordé ici, merci de compléter l'article en donnant les références utiles à sa vérifiabilité et en les liant à la section « Notes et références ».
Apple Campus est l'ancien siège social d’Apple, situé rue Infinite Loop à Cupertino, en Californie, aux États-Unis. Il a été en grande partie remplacé par Apple Park (alias Apple Campus 2) en 2017. Ce campus sert toujours à Apple de bureaux et laboratoires. Son architecture est semblable à celle d'une université, les bâtiments sont entourés d'espaces verts, ressemblant ainsi à un parc d'affaires. Apple possède également un troisième siège social dans la Silicon Valley, nommé Apple Campus 3.

## Histoire
La construction débute en 1992 et se termine en 1993.
Dans la nuit du 12 août 2008, un incendie mineur se déclenche au deuxième étage d'un bâtiment du siège.